# قيود التصدير
قيود التصدير، أو القيود على التصدير، هي قيود على كمية البضائع المصدرة إلى دولة أو دول معينة بمعرفة أي حكومة.
قد يتم فرض قيود على التصدير من أجل:
- تجنب نقص البضائع في الأسواق المحلية لأن تصديرها يكون أكثر ربحًا
- التحكم في تأثير السوق المحلي للدولة المستوردة التي قد تفرض مزيدًا من رسوم مكافحة الإغراق على البضائع المستوردة
- كجزء من السياسة الخارجية، على سبيل المثال كأحد بنود العقوبات التجارية
- تقييد أو الحد من انتشار الأسلحة أو المواد مزدوجة الاستخدام التي يمكن استعمالها في نشر الأسلحة النووية أو الكيماوية أو البيولوجية أو في العمليات الإرهابية.
- الحد من أو تقييد التجارة مع الدول المفروض عليها حظر.

يتم تحديد قيود التصدير في الولايات المتحدة الأمريكية من قبل مكتب الصناعة والأمان لفرض القوانين الإدارية للتصدير. هذا، وتتحمل وزارة الخارجية المسؤولية عن مراقبة المواد المتعلقة بالشؤون الدفاعية والعسكرية طبقًا لقوانين التجارة الدولية في الأسلحة (المعروفة اختصارًا باسم: ITAR).